# بين فاغان
بين فاغان (بالإنجليزية: Ben Fagan)‏ هو موسيقي أمريكي، ولد في 28 فبراير 1984 في بوسطن في الولايات المتحدة.

## وصلات خارجية
- بين فاغان على موقع ميوزك برينز (الإنجليزية)